# Cantón de Hemmingford
Hemmingford es un municipio de cantón de la provincia de Quebec en Canadá y es una de las 1135 municipalidades en las que está dividido administrativamente el territorio de dicha provincia. Cálculos gubernamentales estiman que en fecha del 1° de julio de 2011 en la municipalidad habían 1793 habitantes. Hemmingford se encuentra en el condado régional de Les Jardins-de-Napierville y a su vez, en la región del Vallée-du-Haut-Saint-Laurent en Montérégie.

## Política
Forma parte de las circunscripciones electorales de Huntingdon a nivel provincial y de Beauharnois−Salaberry a nivel federal.